# Fédération française des sociétés féministes
Die Fédération française des sociétés féministes (Französischer Verband der feministischen Gesellschaften) war ein 1891 gegründeter Verband. Die Föderation, die ihren Sitz in der Rue Jacob in Paris hatte, zerfiel nach 1893.

## Geschichte
Die Föderation wurde im November 1891 gegründet. Eugénie Potonié-Pierre brachte in Paris acht feministische Gruppen zusammen, um die Fédération française des sociétés féministes zu gründen; Maria Chéliga-Loevy nahm daran teil. Die „Union universelle des femmes“ (Universelle Frauenunion) schloss sich später der Föderation an, ebenso wie die „Société de l’allaitement maternel“ (Gesellschaft für das Stillen).
Die Fédération française des sociétés féministes wurde gegründet, um Vereine zusammenzuführen, die ansonsten auch unterschiedliche Ansichten und Aktionsmittel hatten. Es war das erste Mal, dass der Begriff „Feministin“ in Frankreich im Namen einer Vereinigung verwendet wurde. Die Personen, die dieser Bewegung angehörten, waren der Ansicht, dass die Anwesenheit von Männern akzeptiert werden sollte, während viele andere Gruppen ausschließlich aus Frauen bestanden.
Aline Valette trat dem Komitee bei, das seinen ersten Kongress vom 13. bis 15. Mai 1892 organisierte. Obwohl der Kongress sehr gut besucht war, gingen keine konkreten Vorschläge daraus hervor. Die Hauptaufgabe des Verbands bestand darin, Beschwerdehefte für Frauen vorzubereiten. In den Beschwerde-Heften findet sich die Forderung, alle Berufe auszuüben zu dürfen, und die Streichung aller Artikel, die die Unterwerfung von Frauen markieren, aus dem Code Napoléon. Am 1. Mai legten Delegierte der Föderation die Hefte in den zwanzig Pariser Bezirksrathäusern nieder. Dies sollte die einzige größere Aktion der Föderation bleiben. Eugénie Potonié-Pierre trat am 17. Juni 1892 nach einem Streit über ihre Autorität von ihrem Posten als Sekretärin zurück und wurde durch Valette ersetzt.
Valette gründete die Wochenzeitung L’Harmonie sociale, die erstmals am 15. Oktober 1892 erschien, um mit arbeitenden Frauen in Kontakt zu treten und ihre Anliegen zu verstehen. Im Impressum stand die sozialistische Botschaft: „Die Emanzipation der Frau liegt in der emanzipierten Arbeit“. Die Beitragenden der Zeitschrift, zu denen Eliska Vincent, Marie Bonnevial und Marya Chéliga-Loevy gehörten, waren jedoch mehr am Feminismus als am Sozialismus interessiert. Die Zeitschrift veröffentlichte August Bebels „Die Frau im Sozialismus“ in Fortsetzungen und veröffentlichte verschiedene Texte und Resolutionen sozialistischer Kongresse.
Auf der Generalversammlung 1893 gab Valette an, dass die Föderation aus sechzehn Gruppen mit insgesamt 35.000 Mitgliedern bestand, aber diese Zahlen hatten keine Grundlage in der Realität. Da es an einer starken Führung fehlte, zerfiel die Föderation. Die letzte Ausgabe von L’Harmonie sociale erschien im Juli 1893. Als Sekretärin der Föderation feministischer Gesellschaften nahm Valette am Kongress der Parti ouvrier français (Französische Arbeiterpartei) im Jahr 1893 teil und wurde Mitglied deren Nationalrats.